# Sobontoro (Karas)
Sobontoro is een bestuurslaag in het regentschap Magetan van de provincie Oost-Java, Indonesië. Sobontoro telt 3218 inwoners (volkstelling 2010).